# 볼굴대
안면해부학에서 볼굴대(modiolus)는 입꼬리 바로 가쪽에서 여러 개의 얼굴 근육들이 덩어리져 만들어진 부위이다. 빽빽하며 움직일 수 있으며 섬유근성의 덩어리로 이루어져 있다. 불규칙한 부위이므로 정확히 조직학적으로 경계가 지어지지는 않는다. 입둘레근, 볼근, 입꼬리올림근, 입꼬리내림근, 큰광대근, 작은광대근, 입꼬리당김근, 윗입술올림근, 아랫입술내림근 등의 근육들이 볼굴대를 형성하는 데에 기여한다.
볼굴대의 위치와 움직임은 입을 움직이고 표정을 지을 때 중요하게 작용하며, 치과 보철학에서도 중요하게 다루어진다. 특히 볼굴대의 강도와 움직임으로 인해, 하악 의치의 안정성에 있어 아주 중요하다. 지배하는 운동신경은 얼굴신경에서 오며, 혈액을 공급하는 동맥은 얼굴동맥의 입술가지(labial branches)이다.

## 같이 보기
- 달팽이축 (modiolus, 와우축)